# Microstylum rhypae
Microstylum rhypae là một loài ruồi trong họ Asilidae. Microstylum rhypae được Walker miêu tả năm 1849. Loài này phân bố ở miền Ấn Độ - Mã Lai.